# Dunsky Beach
Dunsky Beach ist ein Sandstrand im Süden des australischen Bundesstaats Western Australia. Er liegt bei dem Ort West Cape Howe im West-Cape-Howe-Nationalpark.
Der Strand ist 100 Meter lang und bis zu 20 Meter breit. Er öffnet sich in Richtung Norden. Der Strand ist nur mit Vierradantrieb oder zu Fuß zu erreichen.
Dingo Beach wird nicht von Rettungsschwimmern bewacht.